# 워킹 맘 육아 대디
《워킹 맘 육아 대디》는 2016년 5월 9일부터 2016년 11월 11일까지 평일 밤 8시 55분에 방영된 MBC 일일 특별기획 드라마이다.

## 기획 의도
출산만 강요할 뿐, 키우는 방법에 대해서는 함께 고민하지 않는 세상에서 부모라면 누구나 겪고 있는 육아전쟁백서를 다루는 드라마

## 등장인물

### 주요 인물
- 홍은희 : 이미소 역
- 박건형 : 김재민 역
- 오정연 : 주예은 (아역 : 김지안) 역
- 한지상 : 차일목 역
- 신은정 : 윤정현 역
- 공정환 : 박혁기 역

### 이미소의 주변 인물
- 구건민 : 김방글 역
- 길해연 : 이해순 역

### 주예은의 주변 인물
- 고승보 : 차민호 역
- 이경진 : 옥수란 역 (젊은 시절 : 김하린)

### 윤정현의 주변 인물
- 고나희 : 박은솔 역

### 리큅[1]
- 손건우 : 오상식 역
- 김경남 : 박진성 역
- 최성민 : 유한무 역
- 김용운 : 김흥복 역
- 이정훈 : 권정훈 역 (인사관리팀 차장)
- 백윤흠 : 고진호 역 (징계위원회 본부장)
- 미상 : 조 과장 역 (징계위원회 과장)
- 미상 : 최 대리 역

### 그 외 인물
- 정명준 : 박혁기 지인 역
- 이연선 : 유라 엄마 역
- 미상 : 찬호 엄마 역
- 양소민
- 김비비
- 한영광
- 권영경
- 최문정
- 국정숙
- 김현
- 최민금
- 김미림
- 박기훈
- 여운복
- 한여울
- 강문경
- 변우종
- 홍서준
- 민현준
- 박승태
- 정현석
- 박대규
- 이시우 : 상구 역
- 박수연 : 방글이 담임선생님 역

### 특별출연
- 유준상 : 이문한 역

## 결방 사유 및 연속 방송
- 2016년 8월 11일 : 2016년 하계 올림픽 중계방송으로 인해 결방
- 2016년 8월 12일 : 2016년 하계 올림픽 중계방송으로 인해 결방
- 2016년 8월 15일 : 2016년 하계 올림픽 배드민턴 남자 복식 8강전 중계방송으로 인해 결방
- 2016년 8월 16일 : 2016년 하계 올림픽 여자 배구 8강전 대한민국 VS 네덜란드 중계방송으로 인해 결방
- 2016년 8월 17일 : 2016년 하계 올림픽 골프 중계방송으로 인해 결방
- 2016년 8월 18일 : 2016년 하계 올림픽 여자 골프 중계방송으로 인해 결방
- 2016년 8월 19일 : 2016년 하계 올림픽 리듬체조 개인종합 예선 중계방송으로 인해 결방[2]
- 2016년 9월 9일 : 특집 MBC 뉴스데스크 편성으로 인해 결방
- 2016년 9월 14일 : 추석특집 꽃미남 브로맨스 방송으로 인해 결방
- 2016년 9월 15일 : 추석특집 무한상사 방송으로 인해 결방
- 2016년 10월 5일 : 2016 DMC 페스티벌 - 여러분의 선택! 복면가왕 방송으로 인해 결방
- 2016년 10월 11일 : MBC 스포츠 2016년 KBO 리그 와일드카드 결정전 2차전 KIA 타이거즈 VS LG 트윈스 중계방송으로 인해 결방
- 2016년 10월 14일 : MBC스포츠 2016년 KBO 리그 준플레이오프 2차전 LG 트윈스 VS 넥센 히어로즈 중계방송으로 인해 결방
- 2016년 10월 21일 : MBC스포츠 2016년 KBO 리그 플레이오프 1차전 LG 트윈스 VS NC 다이노스 중계방송으로 인해 결방
- 2016년 10월 25일 : MBC스포츠 2016년 KBO 리그 플레이오프 4차전 NC 다이노스 VS LG 트윈스 중계방송으로 인해 결방
- 2016년 11월 1일 : MBC스포츠 2016년 한국시리즈 3차전 두산 베어스 VS NC 다이노스 중계방송으로 인해 결방
- 2016년 11월 10일 : 밤 9시부터 2회 연속방송 (118회, 119회)

## 수상
- 2016년 MBC 연기대상 아역상 (구건민)